# Jan 1,1
Jan 1,1 lub Jana 1,1 – pierwszy werset Ewangelii według św. Jana. Fragment jest czytany podczas celebrowania mszy w nadzwyczajnej formie rytu rzymskiego.

Na początku było Słowo, a Słowo było u Boga i Bogiem było Słowo

## Interpretacja
Św. Jan Paweł II w czasie sprawowania funkcji papieża stwierdził, że wcześniej przytoczony fragment Pisma Świętego odnosi się do „początku absolutnego”, czyli wieczności, w przeciwieństwie do pierwszego wersu Księgi Rodzaju, który odnosi się do początku czasu. Święta Kongregacja Nauki Wiary stwierdziła, że ten fragment Biblii odnosi się do Jezusa Chrystusa. Papież Franciszek oświadczył, że Ewangelia ujawnia co robił Chrystus przed swoimi narodzinami – istniał przed początkiem wszystkiego.

## Analiza językowa
Tekst Prologu, a w nim pierwszego wersetu, jest jednym z budzących największe zainteresowanie i zarazem wzbudzających kontrowersje fragmentów Pisma Świętego. Bibliści poddawali analizie każde słowo z greckiego oryginału J 1, 1, jako istotne teologicznie: en arche (na początku), ēn (był) ho Logos. Wielu badaczy zwraca uwagę na doniosłość czasownika ēn w tym miejscu, jak i w ogóle w pismach św. Jana, w opozycji do egeneto (stał się), jako przeciwstawieniu „boskiego trwania” i ziemskiego, czasowego zaistnienia. Pojęcie Logos odnosi się zarówno do filozofii greckiej, jak i do Starego Testamentu, lecz jego koncepcja jest czymś więcej niż w nich, gdyż jest osobowym Bogiem. Pojęcie arche również ma te dwa źródła, oznaczające początek, pierwszeństwo i władzę, a wersecie tym wskazuje na uprzednie i priorytetowe istnienie Logosu względem wszystkiego oraz sięga wcześniej i głębiej niż En arche / Bereszit (Na początku) Księgi Rodzaju 1, 1.

## Obecność w kulturze
Pierwsze słowa wersetu – „Na początku było Słowo” – funkcjonują także w języku potocznym, jako powiedzenie. Używane są w związku z problematyką języka komunikacji, lub publikacji, np. o kartografii (Na początku było słowo. A potem mapa), odnośnie działania mediów (Na początku było słowo. Struktura argumentacyjna artykułów prasowych), czy w kontekście praw autorskich.
W związku z popularnością i znaczeniem wersetu powstały też jego liczne parafrazy. Ich autorami są, m.in.: Johann Wolfgang von Goethe (Im Anfang war die Tat – Na początku był czyn! (Faust)), Dorothee Sölle (Im Arfang war die Liebe), Hans von Bülow (Im Anfang war des Rythmus), Stanisław Jerzy Lec (Na początku było Słowo – a na końcu Frazes), Hoimar von Ditfurth (Na początku był wodór).